# Snark de Descartes
Dans la branche mathématique de la théorie des graphes, les snarks de Descartes sont une famille de graphes non orientés qui possèdent 210 sommets et 315 arêtes. Ce sont des snarks.

## Historique
Les snarks de Descartes ont été découverts en 1948 par William Tutte sous le pseudonyme Blanche Descartes.

## Construction
On peut obtenir un snark de Descartes en partant du graphe de Petersen en remplaçant chaque sommet par un ennéagone (polygone à neuf côtés) et chaque arête par le graphe ci-dessous. Le sous-graphe est lui aussi étroitement lié au graphe de Petersen. Comme il y a plusieurs façons de suivre cette procédure, il y a plusieurs snarks de Descartes.

Le point de départ, le graphe de Petersen
Les sommets en sont remplacés par des ennéagones
Les arêtes en sont remplacées par ce sous-graphe